# Gorzyce (województwo małopolskie)
Gorzyce – wieś w Polsce, położona w województwie małopolskim, w powiecie tarnowskim, w gminie Żabno.

## Historia
W XVI–XVII w. wieś była ośrodkiem klucza dóbr należącego do kasztelana wiślickiego Mikołaja Ligęzy, a następnie na mocy podziału z roku 1600 do jego syna, kasztelana sandomierskiego Mikołaja Spytka. Po śmierci tego ostatniego w 1637 roku klucz stanowił dożywotnią oprawę wdowią jego żony, Zofii z Krasińskich, ale zajmowali go kolejno na drodze zbrojnego zajazdu zięciowie Ligęzów, ks. Władysław Dominik Zasławski-Ostrogski (1637–8) i Jerzy Sebastian Lubomirski (od 1640), który po śmierci Zofii w 1642 roku już legalnie na mocy aktu podziałowego Mikołaja Spytka Ligęzy z 1631 włączył Gorzyce do swoich posiadłości.
W latach 1975–1998 miejscowość administracyjnie należała do województwa tarnowskiego.

## Infrastruktura
We wsi znajdują się m.in. ujęcie wody z charakterystyczną wieżą ciśnień, zakład produkcji mebli, palarnia kawy i placówka szkolna, należąca do Zespołu Szkoły Podstawowej i Przedszkola w Otfinowie, w której mieści się Przedszkole Publiczne w Gorzycach oraz pobierają naukę uczniowie klas I–III.

## Zabytki
Obiekt wpisany do rejestru zabytków nieruchomych województwa małopolskiego.
- Osada z okresu żelaza[8].

## Części wsi
| SIMC    | Nazwa              | Rodzaj    |
| ------- | ------------------ | --------- |
| 0837703 | Hektary-Bochniaki  | część wsi |
| 0837710 | Hektary-Luszowiaki | część wsi |
| 0837726 | Pasternik          | część wsi |
| 0837732 | Piaski             | część wsi |
| 0837749 | Zagrody            | część wsi |